# Falisie Pinas
Falisie Jozef Pinas is een Surinaams politicus. hij was van 2010 tot 2015 als minister van Transport, Communicatie en Toerisme.

## Biografie
Falisie Pinas is lid van de Algemene Bevrijdings- en Ontwikkelingspartij (ABOP). Voor Telesur ontwierp hij een alarmsysteem voor Telesur en hij was president-commissaris van Havenbeheer Suriname.
Hij trad in 2010 toe tot het nieuwe kabinet-Bouterse I als minister van Transport, Communicatie en Toerisme. Hij behoorde tot en met 12 augustus 2015 tot de vijf ministers die geen enkele keer gewisseld werden, terwijl dit en het volgende kabinet van Bouterse in de jaren 2010 bekend stond om de vele reshuffles.
Na zijn ministerschap werkte Pinas als adviseur, vanaf 2015 op het gebied van ICT-management en verder vanaf 2019 in rurale communicatie en maatschappelijke ontwikkeling. Rond 2020 zit hij in de Raad van Commissarissen van het Luchthavenbeheer.